# Donaldo Barba
Donaldo Barba (Buenos Aires, Argentina, 1911 - San Miguel de Tucumán, Tucumán, 1987) fue un futbolista argentino que jugaba como delantero.

## Trayectoria

### Banfield
Barba debutó en Banfield en 1932. Al año siguiente terminó tercero del campeonato 1933. En 1934 fue subcampeón del campeonato, en lo que fue su último año en la institución.

### Temperley
Luego de jugar en el taladro pasó a Temperley. En el gasolero jugó hasta 1936.

### Los Andes
En 1937 llegó a Los Andes, lo que significó el tercer club de Lomas de Zamora en su carrera. Luego de perder la final por el ascenso, le puso fin a su carrera en el fútbol de Buenos Aires.

### Atlético Tucumán
En 1938 se mudó a San Miguel de Tucumán, para sumarse al campeón tucumano, Atlético Tucumán. Al momento de su arribo a Tucumán, el decano contaba con una de las mejores delanteras de su historia, que estaba integrada por los cracks: Santiago Michal, Leónidas van Gelderen y Mateo Nicolau. En su primer año se coronó campeón tucumano.

## Clubes
| Club             | País      |
| ---------------- | --------- |
| Banfield         | Argentina |
| Temperley        | Argentina |
| Los Andes        | Argentina |
| Atlético Tucumán | Argentina |

## Palmarés
| Título        | Equipo           | País      | Año  |
| ------------- | ---------------- | --------- | ---- |
| Liga Tucumana | Atlético Tucumán | Argentina | 1938 |